# Quba-Moschee (Windhoek)
Die Quba-Moschee (englisch Quba Mosque) war die erste und ist die größte Moschee im südwestafrikanischen Staat Namibia. Sie ist Sitz des Windhoek Islamic Centre und befindet sich im Stadtteil Klein Windhoek in der Hauptstadt Windhoek. Der Sitz der Muslime in Namibia befindet sich in Windhoek-West im Namibia Islamic Centre (Islamisches Zentrum Namibias).
Die Quba-Moschee wurde 1995 mit Hilfe der iranischen Botschaft in Namibia errichtet. Neben dem Hauptgebetsraum befinden sich hier ein Gebetsraum für Frauen sowie eine Bibliothek. Sie ist die einzige schiitische Moschee im Lande, wird jedoch auch von Sunniten besucht.
Aktueller und dritter Imam ist seit 2009 der Iraner Abulfazl Sabouri.

## Islam in Namibia
Der Islam spielt neben dem vorherrschenden Christentum eine untergeordnete Rolle. Die Zahl der Muslime wird auf 3000–5000 geschätzt; es gibt landesweit 12 Moscheen, davon sechs in Windhoek, zwei in Katima Mulilo, eine in Walvis Bay und drei im ehemaligen Ovamboland.